# Liste der Mitglieder des Bayerischen Landtages (Königreich, 2. Wahlperiode)
Diese Liste gibt einen Überblick über alle Mitglieder des Bayerischen Landtages in der 2. Wahlperiode des Königreichs Bayern (1825–1831). In die Wahlperiode fallen die Sitzungen des 3. Landtages vom 25. Februar 1825 bis zum 12. September 1825 und des 4. Landtages vom 12. November 1827 bis 18. August 1831.

## Kammer der Abgeordneten

### Präsidium
- 1. Präsident: Sebastian Freiherr Schrenck von Notzing (1774–1848)
- 2. Präsident: Joseph Graf von Armansperg (1787–1853, 3. Landtag), Carl Ludwig Freiherr von Leonrod, Franz Joseph Häcker (ab 21. Februar 1828)
- 1. Sekretär: Franz Joseph Häcker (3. Landtag), Johann Martin Karl Vetterlein (4. Landtag)
- 2. Sekretär: Johann Martin Karl Vetterlein (3. Landtag), Franz Joseph Häcker (bis 21. Februar 1828), Johann Evangelist Ritter von Reindl (1772–1850, ab 22. März 1828)

### Abgeordnete

#### A
- Franz Joseph Abendanz (1762 oder 1763–nach 1827)
- Benedikt Abt (Abbt) (1768–1847)
- Johann Wilhelm von Anns (1766–1842)
- Johann Georg von Aretin
- Joseph Ludwig Graf von Armansperg (1787–1853)

#### B
- Joseph Barth
- Johann Philipp von Bauer-Breitenfeld
- Gottfried Baumann (1764–1845)
- Georg Friedrich Beckh
- Karl Christian Ernst von Bentzel-Sternau (1767–1849)
- Ludwig Karl Gottlob Freiherr von und zu Irmelshausen Bibra (1770–1842)
- Heinrich Johann Thomas von Bösner
- Ignaz Brandmayer
- Anton Brückel
- Johann Adam Brügel

#### C
- Joseph von Camuzzi
- Ernst Anton Clarus (1776–1848)
- Karl Ferdinand Freiherr von Closen (1786–1856)

#### D
- Ludwig Dacque
- Anreas von Dall'Armi
- Christoph Franz Dangel (1769–1841)
- Andreas Dauer
- Joseph Xaver Deuringer
- Johann Konrad Diehl
- Carl Anton Dietrich
- Andreas von Dippel (1772–1837)
- Franz Dörfler
- Leonhard Ritter von Dresch

#### E
- Johann Ebert
- Simon Eisenhofer
- Peter Friedrich Christian Endres
- Johann Ernst August Enke
- Johann Nepomuk Eser

#### F
- Adam von Faßmann (1785–1840)
- Kaspar Fikentscher (1770–1837)
- Hermann Fitting (1765–1847)
- Johann Flurschütz (1771–1851)
- Peter Gottfried Frank

#### G
- Anton Gaigl
- Johann Adam Gehauf
- Heinrich Geisel
- Peter Anton Geisler
- Georg Franz Geyer
- Johann Baptist Goldmeier (1781–1847)
- Josef von Graf
- Anton Grandauer (1756–1832)
- Karl Ernst von Gravenreuth
- Caspar Gruber

#### H
- Franz Joseph Häcker
- Erhard Christian von Hagen
- Johann Karl Christoph Friedrich Freiherr von Harsdorf
- Anton Hauser
- Franz de Paula Heckel
- Philipp Heffner
- Georg Maximilian Graf von Hegnenberg-Dux
- Christoph Friedrich Heinzelmann (1786–1847)
- Adolph Christian Heinrich Henke
- Henkel
- Johann Jakob Herrle
- Friedrich Gottlieb Benno Freiherr von Heynitz
- Peter Hoffmann
- Anton Friedrich Freiherr von Hofstetten
- Ludwig Hohenegger (1807–1864)
- Rudolph Sigmund Freiherr von Holzschuher
- Anton Hörhammer
- Franz Anton Höss

#### J
- Stephan Jacobi
- Johann Stephan Jäger

#### K
- Johann Baptist Käser
- Thaddäus Kaufmann
- Ludwig Keller
- Heinrich Kiliani
- Jakob Klar (1783–1833)
- Gabriel Knogler (1759–1838)
- Karl Kober
- Philipp Heinrich Koch
- Martin Königsdorfer
- Philipp Heinrich Ritter Kraemer
- Philipp Franz Kremer (1765–1854)
- Franz Karl Christoph Freiherr von Künsberg

#### L
- Franz Xaver Lechner
- Adam Theodor Lehmus
- Carl Ludwig Freiherr von Leonrod
- Carl Friedrich Wilhelm Freiherr von Lindenfels
- Rudolf Lingg
- Friedrich Loritz
- Gottlieb Karl August Lösch
- Anton Luginger

#### M
- Anton Mätzler (1780–1857)
- Johann Merkel
- Dominikus Johannes Meuth
- Johann Michael Moser
- Johann Baptist Mühldorfer (1772–1839)

#### O
- Georg Friedrich von Oerthel

#### P
- Ignaz Pallauf (1766–unbekannt)
- Matthias Papstmann
- Friedrich Ludwig von Pohlmann
- Benedikt Ritter von Poschinger (1785–1856)
- Carl von Preysing

#### R
- Georg Rabl
- Johann Michael Freiherr von Reck
- Georg Christian Reich (1765–1848)
- Johann Evangelist Ritter von Reindl
- Franz Xaver Resch
- Franz Xaver Rienecker
- Johann Kaspar Röder
- Johann Jakob Roth
- Ignaz von Rudhart (1790–1838)
- Johann Andreas Rüffershöfer

#### S
- Andreas Schack
- Alois Schadt
- Matthias von Schilcher
- Alois Schmid
- Philipp von Schmitt
- Johann Paul Schneider
- Franz Schnitzer
- Sebastian Freiherr Schrenck von Notzing (1774–1848)
- Peter Schuster
- Markus Sedlmayer
- Carl Graf von Seinsheim
- Joseph Maria Arbogast Erkinger Graf von Seinsheim
- Franz Seiz
- Josef Felix Silbermann
- Joseph Socher
- Julius Karl Graf von Soden
- Joseph Spitz
- Simon Spitzweg (1776–1828)
- Ludwig von Stachelhausen
- Dietrich von Stein
- Sebastian Steinacher
- Franz Kaspar Stöber
- Johann Konrad Strömsdörfer

#### T
- Leopold Graf von Taufkirchen-Kleeberg
- Friedrich Thinnes (1790–1860)
- Wilhelm Ernst Freiherr von Truchseß

#### U
- Joseph Ritter von Utzschneider (1763–1840)

#### V
- Johann Martin Karl Vetterlein
- Georg Karl Friedrich Volkert

#### W
- Tobias von Wachter
- Friedrich Ludwig Wanzel
- Johann Ignaz Freiherr von Westernach
- Gottlieb Wieninger (1781–1854)
- Philipp Wieninger (1767–1835)

#### Z
- Johann Zettl
- Adalbert Ziegler
- Friedrich Edwin Freiherr von Giebelstadt Zobel
- Joseph Zöttl

## Kammer der Reichsräte

### Präsidium
- 1. Präsident: Karl Philipp Fürst von Wrede (1767–1838)
- 2. Präsident: Joseph Maria Freiherr von Fraunberg (1768–1842, 3. Landtag), Maximilian Graf von Montgelas (1759–1838, 4. Landtag)
- 1. Sekretär: Clemens Graf von Leyden
- 2. Sekretär: Hermann Graf zu Giech

| Inhaltsverzeichnis A B C F G H K L M O P R S T W Z |

#### A
- Carl Maria Rupert Graf von Arco-Valley
- Maximilian Joseph Graf von Arco-Valley
- Joseph Ludwig Graf von Armansperg (1787–1853)

#### B
- Carl Theodor Maximilian Prinz von Bayern (1795–1875)
- Max Joseph in Bayern
- Pius Herzog in Bayern (1786–1837)
- Wilhelm Herzog in Bayern (1752–1837)
- Franz Gabriel Graf von Bray-Steinburg (1765–1832)

#### C
- Friedrich Ludwig Graf zu Castell-Castell

#### D
- Franz Graf von Deroy

#### F
- Franckenstein, Friedrich Carl Freiherr von und zu
- Joseph Maria von Fraunberg (1768–1842)
- Anton Anselm Fürst Fugger von Babenhausen
- Fidelis Ferdinand Graf von Fugger zu Glött
- Friedrich Fugger zu Kirchberg und Weißenhorn
- Josef Hugo Graf von Fugger zu Kirchheim
- Karl Anton Graf von Fugger zu Nordendorf

#### G
- Lothar Karl Anselm Joseph Freiherr von Gebsattel (1761–1846)
- Hermann Graf zu Giech
- Ludwig Freiherr von Gienanth (1767–1848)
- Maximilian Joseph von Gravenreuth (1807–1874)

#### H
- Franz Josef Fürst zu Hohenlohe-Waldenburg-Schillingsfürst (1745–1819)

#### K
- Carl Ludwig Freiherr von Keßling
- Ludwig Christian von Koch (1778–1855)

#### L
- Carl Ludwig Freiherr von Leonrod
- August Herzog von Leuchtenberg
- Clemens Graf von Leyden
- Carl Ludwig Constantin Fürst zu Löwenstein-Wertheim-Rosenberg

#### M
- Johann Anton Freiherr von Mandl von Deutenhofen
- Maximilian Graf von Montgelas (1759–1838)
- Wilhelm Karl Joseph Graf von Mühle-Eckart

#### O
- Aloys Johann Fürst von Oettingen-Oettingen und Ottingen-Spielberg
- Friedrich Fürst zu Oettingen-Oettingen und Oettingen-Wallerstein
- Ludwig Fürst von Oettingen-Wallerstein (1791–1870)
- Joseph Karl Leopold Friedrich Ludwig Graf zu Ortenburg-Tambach

#### P
- Karl Theodor von Pappenheim (1771–1853)
- Johann Maximilian V. Graf von Preysing auf Hohenaschau
- Johann Caspar Graf von Preysing zu Moos

#### R
- Clemens von Raglovich (1766–1836)
- Aloys Franz Xaver Graf von Rechberg und Rothenlöwen (1766–1849)
- Reinhard Burkart Graf von Rechteren und Limpurg
- Heinrich Aloys Graf von Reigersberg
- Joseph Ignatz Albert Ritter von Riegg
- Karl Johann Friedrich Freiherr von Roth

#### S
- Cajetan Peter Graf von und zu Sandizell
- Franz Erwein Damian Joseph Graf von Schönborn-Wiesentheid (1776–1840)
- Carl August Freiherr von Seckendorf (1774–1828)
- Clemens Wenzeslaus Graf Schenk von Stauffenberg
- Georg Karl von Sutner (1763–1837)

#### T
- Maximilian Carl Heinrich Joseph Graf von Thurn und Taxis
- Joseph August Graf von Toerring-Jettenbach und Guttenzell
- Clemens Graf von Toerring-Seefeld

#### W
- Friedrich Karl Graf von Waldbott-Bassenheim (1779–1830)
- Karl Philipp Fürst von Wrede (1767–1838)
- Joseph Franz Freiherr von Würtzburg

#### Z
- Georg Friedrich Freiherr von Zentner (1752–1835)